# لپوصحرا
لپو صحرا، روستایی است از توابع بخش گیل‌خوران شهرستان جویبار در استان مازندران ایران.
همه ساکنین این روستا از چرات سوادکوه و اکثرشان یزدانی و آقاجانی نام هستند.
البته این روستا به نام لبوصحرا مشهور است و در میان مردم بومی منطقه به این نام رایج است.
از افراد مشهور این روستا میتوان به حسن یزدانی ومصطفی آقاجانی  کشتی گیر مطرح اشاره کرد.

## جمعیت
این روستا در دهستان چپکرود قرار داشته و براساس آخرین سرشماری مرکز آمار ایران که در سال ۱۳٩۵ صورت گرفته، جمعیت آن ۲۰۴ نفر ۶۶خانوار بوده‌است.